# Konstantynowska Szkoła Wojskowa
Konstantynowska Szkoła Wojskowa (ros. Константиновское военное училище), od 1859 do 1863, następne do 1894 2 Konstantynowska Szkoła Wojskowa (ros. 2-е военное Константиновское училище) – oficerska szkoła piechoty Armii Imperium Rosyjskiego w Petersburgu.

## Historia szkoły
Powstała w 1859 na bazie utworzonego 17 kwietnia 1855 Konstantynowskiego Korpusu Kadeckiego. W 1863 przekształcona w 2 Konstantynowską Szkołę Wojskową, a następnie w 1894 w istniejącą do 6 listopada 1917 Konstantynowską Szkołę Artylerii.

## Komendanci szkoły
- generał porucznik Pawieł Kinowicz (na dzień 26 marca 1862 i na dzień 15 lutego 1865);
- p. o. pułkownik (na dzień 1 stycznia 1867), następnie (na dzień 13 grudnia 1871) generał major Julius Gakman;
- p. o. pułkownik Konstantin Kondzierowski (06 maja 1874 – 06 października 1875);
- generał major Julius Gakman (24 października 1875 – na dzień 24 marca 1877);
- generał major Piotr Anczutin (28 sierpnia 1881 – 20 listopada 1886);
- generał major (od 30 sierpnia 1887 generał porucznik) Aleksandr Wodar (20 listopada 1886 – 02 maja 1891)[1].

## Absolwenci szkoły
W nawiasie obok nazwiska podano rok ukończenia szkoły.

- Michaił Lilje;
- Władimir Czaszyński.

Polacy:

- Bronisław Teofil Babiański;
- Edmund Berezowski;
- Władysław Chełchowski;
- Filip Stanisław Dubiński;
- Wiktor Mieczysław Gawroński;
- Tadeusz Stanisław Jastrzębski;
- Witold Czesław Koreywo;
- Józef Krzysztof Leśniewski;
- Adam Nowosilski;
- Aleksander Osiński;
- Franciszek Ostrowski;
- Władysław Pobojewski;
- Józef Porzecki;
- Eugeniusz Rodziewicz;
- Adam Sławoczyński;
- Antoni Symon[2].